# Hamataliwa maculipes
Hamataliwa maculipes är en spindelart som först beskrevs av Bryant 1923.  Hamataliwa maculipes ingår i släktet Hamataliwa och familjen lospindlar. Inga underarter finns listade i Catalogue of Life.